# Nicholforest
Nicholforest – wieś i civil parish w Anglii, w Kumbrii, w dystrykcie (unitary authority) Cumberland. W 2011 roku civil parish liczyła 372 mieszkańców. W obszar civil parish wchodzą także Bushfield, Catlowdy, Kershopefoot, Penton, Scuggate, Stoneygate i Warwicksland.